# U–528
Az U–528 tengeralattjárót a német haditengerészet rendelte a hamburgi Deutsche Werft AG-től 1940. augusztus 15-én. A hajót 1942. szeptember 16-án állították szolgálatba. Egy harci küldetése volt, hajót nem süllyesztett el.

## Pályafutása
Az U–528 első és egyetlen járőrútjára 1943. április 15-én futott ki Kielből Georg von Rabenau kapitány irányításával. A tengeralattjáró egészen Grönland déli csücskéig hajózott, majd visszafordult Franciaország felé, miután április 28-án az ONS–5-ös konvoj hadihajói megrongálták.
Május 11-én, északnyugatra a Finistere-foktól egy brit Handley Page Halifax repülő mélységi bombákat dobott rá, majd a brit HMS Fleetwood is ugyanígy támadta. Az U–528 56 tengerészéből 45 élte túl az akciót, a többiek hullámsírba merültek a búvárhajóval.

## Kapitányok
| Név               | Kezdőnap             | Zárónap            |
| ----------------- | -------------------- | ------------------ |
| Karl-Heinz Fuchs  | 1942. szeptember 16. | 1942. december 19. |
| Georg von Rabenau | 1942. december 19.   | 1943. május 11.    |

## Őrjárat
| Indulás | Indulónap         | Érkezés | Zárónap         |
| ------- | ----------------- | ------- | --------------- |
| Kiel    | 1943. április 15. | *       | 1943. május 11. |

* A tengeralattjáró nem érte el úti célját, elsüllyesztették